# Büsum (Schiffstyp)
Der Typ Büsum ist ein kleinerer Mehrzweckschiffstyp der Büsumer Werft in Büsum.

## Geschichte
Die Baureihe wurde in den 1970er Jahren in über 20 Einheiten und mehreren Ausführungen von der Büsumer Werft gebaut, welche die Schiffe auch konzipierte. Der Typ Büsum stellte einen Erfolgstyp dar, welcher über mehrere Jahre das Rückgrat der Produktion auf der Werft bildete und als Grundlage der größeren Semicontainerschiffe diente. Alle Schiffe der Baureihe wurden von skandinavischen Reedereien geordert. Die Typ-Büsum-Schiffe hatten zwei Luken, die mit hydraulischen Faltlukendeckeln verschlossen wurden. Als eigenes Ladegeschirr standen zwei Kräne zur Verfügung. Innerhalb der Bauserie wurden, den Wünschen der Auftraggeber entsprechend, verschiedene Hauptmotore verwendet.

## Die Schiffe (Auswahl)
| Bau-Nr.                      | Schiffsname     | IMO- Nummer | Stapellauf Ablieferung | Auftraggeber                         | Umbenennung und Verbleib |
| ---------------------------- | --------------- | ----------- | ---------------------- | ------------------------------------ | --- |
| 241                          | Viggo Scan      | 7206378     | 18.02.1972 xx.04.1972  | Blaesbjerg & Co., Aarhus             | 1975 Arward → 2009 Karim H. → 2011 Nawal III, im Dezember 2016 in Alang abgebrochen |
| 242                          | Super Scan      | 7218400     | 03.06.1972 xx.09.1972  | Blaesbjerg & Co., Aarhus             | 1979 Kutina → 1990 Conti Blue → 1999 Miriam → 2001 Lady Queen → 2002 Asya 1 → 2003 Admiral → 2005 General → 2020 Onur, so 2023 in Fahrt |
| 243                          | Heavy Scan      | 7229693     | 29.09.1972 24.11.1972  | Blaesbjerg & Co., Aarhus             | 1983 Ston → 1989 Stonebank → 1990 Seletar Jaya → 1994 Reunion → 1997 Gembira, am 8. September 2011 aus dem Register gelöscht |
| 244                          | Conny Bewa      | 7304352     | 20.01.1973 16.03.1973  | Bewa Line A/S, Kopenhagen            | 1977 Gerda Bentsen → 1978 Gerda B → 1980 Hannatu → 1985 Gerda→ 1989 Nan Yun 837 → 1991 Hai Bao → 2000 Sea Farer, am 21. März 2012 aus dem Register gelöscht |
| 245                          | Wivi Bewa       | 7315624     | 28.04.1973 15.06.1973  | Bewa Line A/S, Kopenhagen            | 1977 Birgitte Bentsen → 1978 Birgitte B → 1980 Birgitte → 1987 Leiv Eiriksson → 1990 Sea Pearl → 1998 Pearl II → 2000 Nordvik → 2001 Maria, im April 2010 in Zhangjiagang abgebrochen |
| 246                          | Sally Bewa      | 7328126     | 06.08.1973 09.10.1973  | Bewa Line A/S, Kopenhagen            | 1975 Ulcas → 1989 Chi Wan 301, am 29. März 2012 aus dem Register gelöscht |
| 247                          | Vera Bentsen    | 7349924     | 30.11.1973 06.02.1974  | Bentsen A/S, Dragör                  | 1979 Xi Jiang, am 7. Oktober 1982 nahe Kushima auf Position 31.32N/131.36E gesunken |
| 248                          | Mercandian Sea  | 7361673     | 23.03.1974 25.05.1974  | Mercandia Rederierne A/S, Kopenhagen | 1976 Ege Meltemi → 1989 West Sea → 1991 Westsea → 1991 Candia → 1994 Pernille → 1996 Nuni Danielsen → 1998 Pernille → 1999 Wisdom → 2002 Hope, im Februar 2007 in Cartagena de Indias abgebrochen |
| 256 (195)                    | Susann Bentsen  | 7361752     | 05.10.1974 18.10.1974  | Bentsen A/S, Dragör                  | Bau zur Brand-Werft in Oldenburg ausgelagert (dortige Baunummer 195), 1979 Huan Jiang → 1998 Yu Zhuang → 2000 Jia Tai → 2000 Rui Hsing, am 14. Juni 2012 aus dem Register gelöscht |
| 254 (196)                    | Mercandian Sky  | 7361738     | 11.03.1975 19.04.1975  | Mercandia Rederierne A/S, Kopenhagen | Fertigstellung durch Brand-Werft in Oldenburg (dortige Baunummer 196), 1981 Pep Antares → 1984 Pav Trader → 1986 Petra II → 1988 Trampaco Sailor → 1993 Sailor → 1994 Progress Lilly, am 10. Februar 2011 in Alang zum Abbruch auf den Strand gesetzt                                                                                                  |
| 251                          | Anett Bentsen   | 7361702     | 12.04.1975 06.06.1975  | Bentsen A/S, Dragör                  | 1978 Calabar → 1978 Liang Jiang → 1997 Yu Kang, am 14. Juni 2012 aus dem Register gelöscht |
| 252                          | Agnes Dania     | 7361714     | 28.06.1975 28.08.1975  | Bentsen Line, Kopenhagen             | 1985 Polly Premier → 1992 UB Premier → 1996 W. Premier → 1997 Victory 8 B, am 3. Juli 2003 vor Vila Velha auf Position 20.41S/40.23W als künstliches Riff versenkt |
| 253                          | Rosa Dania      | 7361726     | 20.09.1975 13.11.1975  | Bentsen Line, Kopenhagen             | 1983 Flamal → 1988 Polly Prosper → 1992 UB Prosper → 1996 W. Prosper, am 24. Januar 2003 abgebrochen |
| 255                          | Baltic Sea      | 7361740     | 05.12.1975 06.02.1976  | Steencoasters A/S, Assen             | 1977 Alice Steen → 1980 Pep Atlantic → 1984 Ted Trader → 1985 Blue Atlantic → 1989 Kong Tong Dao → 2003 Chang Hai 111, am 14. Juni 2012 aus dem Register gelöscht |
| 257                          | Mercandian Sun  | 7408885     | 05.03.1976 30.04.1976  | Mercandia Rederierne A/S, Kopenhagen | 1981 Pep Altair → 1983 Ufuk → 1995 Kaptan Murat → 2007 Tokay Akar, am 14. August 2016 im Hafen von Samsun auf Grund gelaufen, nachdem das auf Reede liegende Schiff im Sturm den Anker verloren hatte; anschließend in Samsun an die Kette gelegt und am 18. Juni 2021 zum Abbruch nach Aliağa geschleppt, wo die Verschrottung am 1. Juli 2021 begann |
| 259                          | Aledreesi       | 7420118     | 21.05.1976 03.08.1976  | Iraqui Maritime Transport, Bagdad    | 2002 Hashin → 2003 Bushra I → 2005 Suad N. → 2006 Nazim N. → 2007 Almarwa, ab dem 29. Juli 2011 in Aliağa abgebrochen |
| 260                          | Alzawraa        | Alzawraa    | 28.08.1976 01.11.1976  | Iraqui Maritime Transport, Bagdad    | 2002 Veesham 15, am 15. September 2011 aus dem Register gelöscht |
| 261                          | Zanoobia        | 7420132     | 20.11.1976 02.02.1977  | Iraqui Maritime Transport, Bagdad    | 2002 Veesham 18, am 16. September 2011 abgebrochen |
| 262                          | Alkhansaa       | 7420144     | 11.02.1977 16.04.1977  | Iraqui Maritime Transport, Bagdad    | 2003 als Totalverlust gemeldet |
| 263                          | Mercandian Star | 7514323     | 07.05.1977 10.07.1977  | Mercandia Rederierne A/S, Kopenhagen | 1982 Gulf Empress → 1985 Mida → 1988 Polly Pioneer → 1992 UB Pioneer → 1996 Apollo Pioneer → 2002 Batoul A → 2009 Island Princess → 2010 Ben Majid, am 2. Mai 2011 zum Abbruch in Gadani auf den Strand gesetzt |
| 264                          | Mercandian Moon | 7514311     | 29.07.1977 07.10.1977  | Mercandia Rederierne A/S, Kopenhagen | 1982 Gulf Duchess → 1985 Antigoni → 1988 Polly Prestige → 1992 UB Prestige → 1996 Apollo Prestige → 2003 Omniyat, ab März 2021 Auflieger in Sues, Zustand und Verbleib unklar. |
| Daten: Equasis, grosstonnage |                 |             |                        |                                      | |